# Vestalaria miao
Vestalaria miao là loài chuồn chuồn trong họ Calopterygidae. Loài này được Wilson & Reels mô tả khoa học đầu tiên năm 2001.